# Cobalt(III) oxide
Cobalt(III) oxide là một hợp chất vô cơ có công thức hóa học Co2O3. Mặc dù chỉ có hai oxide của cobalt được đặc trưng tốt, CoO và Co3O4, nhưng các phương pháp điều chế Co2O3 đã được mô tả. Theo đó, xử lý các muối Co(II) như cobalt(II) nitrat bằng dung dịch nước của natri hypochlorit (còn được gọi là chất tẩy trắng) sẽ tạo ra chất rắn màu đen. Một số công thức của chất xúc tác hopcalite có chứa "Co2O3".